# Manfred Frühauf

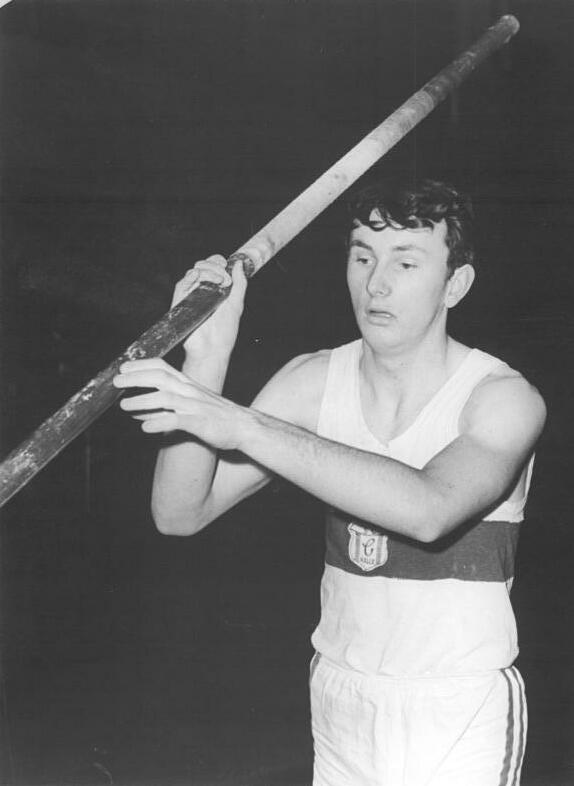
Manfred Frühauf bei den Deutschen Meisterschaften der DDR im Stabhochsprung der Junioren im Februar 1969.

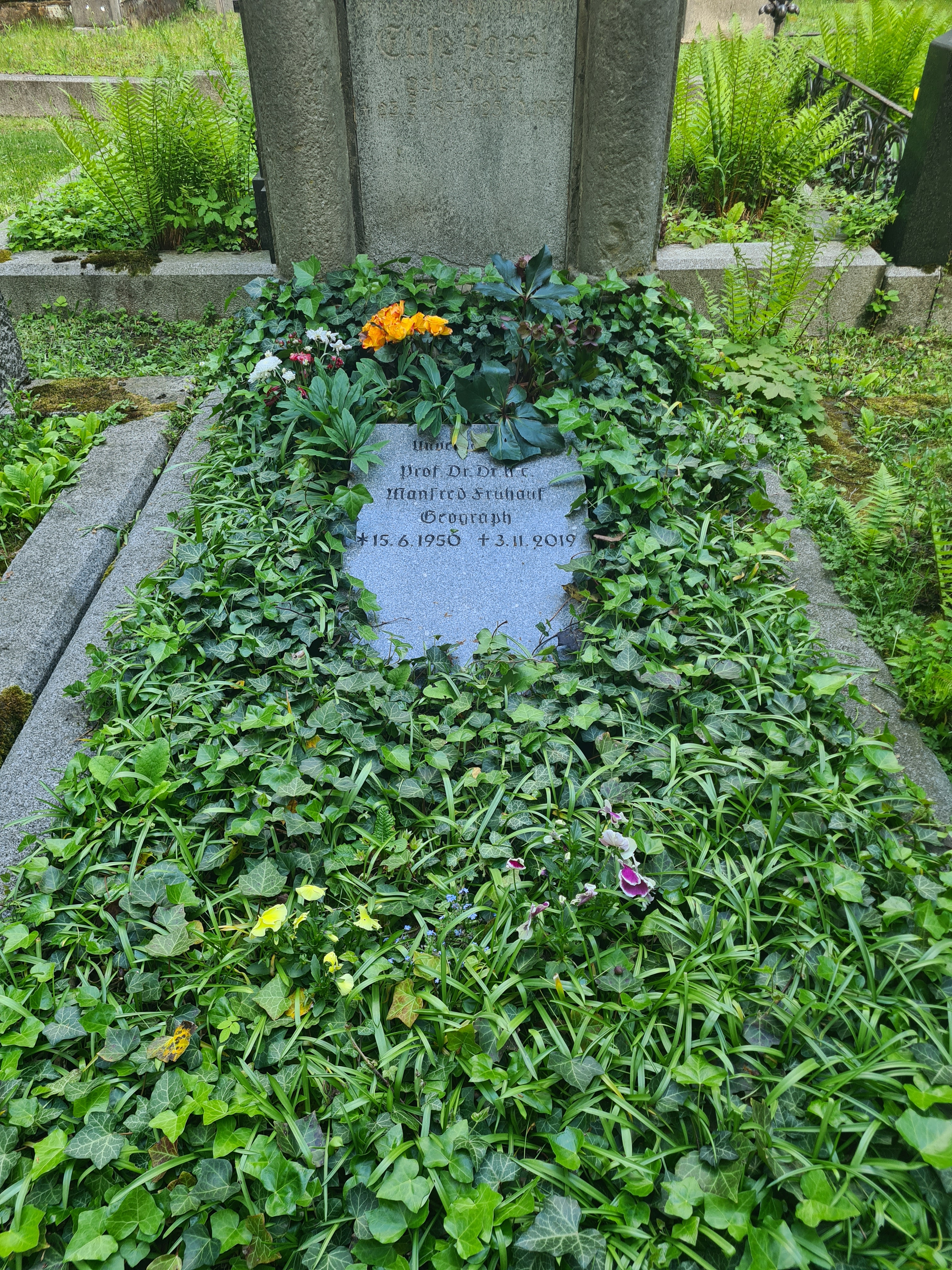
Das Grab von Manfred Frühauf auf dem halleschen Stadtgottesacker.

Manfred Frühauf  (* 15. Juni 1950 in Klieken; † 3. November 2019 in Halle (Saale)) war ein deutscher Geograf, Geoökologe und Leichtathlet. Frühauf war seit 1987 Dozent der Physischen Geographie und ab 1993 Professor der Geoökologie an der Martin-Luther-Universität Halle-Wittenberg.

## Leben
Frühauf wurde als ältestes Kind einer Neubauernfamilie geboren. Er besuchte zunächst die Grundschule und eine weiterführende Schule in Coswig. Als leidenschaftlicher Leichtathlet konnte er ab 1966 auf die Kinder- und Jugendsportschule in Halle gehen, wo er 1970 das Abitur bestand. Im Stabhochsprung wurde er DDR-Juniorenmeister und 1973 für den SC Chemie Halle DDR-Meister.
Noch 1970 begann Frühauf ein Studium der Geografie an der Universität Halle. Seine Interessen waren vor allem die Geomorphologie und die Bodengeographie. Das Studium schloss er 1975 mit einer Diplomarbeit zur Bodengeographischen Charakteristik des Stadtgebietes von Halle-Neustadt ab. Es folgte eine Aspirantur, wobei ihn seine Studien in den Harz sowie das östliche Harzvorland führten, eine Gegend, der er sich seit dem verbunden fühlte. 1981 promovierte er an der Halleschen Universität mit der Dissertation Landschaftsökologische Studien an Boden und Substrat im östlichen Harzvorland und Unterharz zum Doktor der Naturwissenschaften.
Anschließend übernahm Frühauf eine Wissenschaftliche Assistenz an der Sektion Geographie der Mathematisch-Naturwissenschaftlich-Technischen Fakultät der Martin-Luther-Universität und habilitierte sich dort 1987 mit der Habilitationsschrift Beiträge zur Lithologie, Genese räumlichen Verbreitung und standortkundlichen Bedeutung der schluffreichen Sedimentglieder der periglazialen Lockermaterialdecken in den Mittelgebirgen – dargestellt am Beispiel des Harzes (DDR-Teil). Nach einem viermonatigen Studienaufenthalt an der Lomonossow-Universität in Moskau wurde Frühauf zum außerplanmäßigen Dozenten an der Universität Halle berufen. Als solcher publizierte er bereits 1988 erste Arbeiten zur Problematik der Bodenbelastung mit Schwermetallen in urbanen Räumen.
Nach der Wende und friedliche Revolution in der DDR wurde Frühauf 1990 Gastdozent an der Technischen Universität Darmstadt und 1993 Ordentlicher Professor für Geoökologie am Institut für Geographie der Martin-Luther-Universität in Halle. Mit der Berufung verbunden waren zunächst der Aufbau der Fachgruppe Geoökologie und deren wissenschaftliche Ausrichtung. Er konnte nun, basierend auf seinen Erfahrungen und Kontakten der 1980er Jahre, seine Zusammenarbeit mit osteuropäischen Fachkollegen vertiefen. Als Direktor leitete Frühauf von 1990 bis 1996 das Institut für Geographie. In den Jahren 2000 bis 2002 nahm er die Funktion des Prodekans und 2003 bis 2005 des Dekans des Fachbereichs Geowissenschaften der Martin-Luther-Universität wahr, sowie von 2010 bis 2014 die geschäftsführende Leitung des nun neuen Instituts für Geowissenschaften und Geographie der Naturwissenschaftlichen Fakultät III. Unter seiner Leitung konnte 2004 der Umzug in das neue Institutsgebäude am Weinberg Campus mit dem Geologischen Garten in Halle abgeschlossen werden.
Ein Höhepunkt seiner Arbeit war die Mitorganisation von Projekten zum Problem der durch Klimawandel und Landnutzung verursachten Bodendegradation, vor allem des Eurasischen Steppengürtels. Es gelang ihm finanzielle Mittel für zwei größere internationale Verbundprojekte von der Volkswagenstiftung und dem Bundesministerium für Bildung und Forschung einzuwerben. Dem Projekt KULUNDA in dem mehr als 30 Wissenschaftler von 16 deutschen und russischen Universitäten sowie Großforschungseinrichtungen zusammenarbeiteten, stand er als Verbundprojektleiter vor. Um das Forschungsvorhaben im Jahr 2016 zu einem erfolgreichen Abschluss zu führen, hat er seine Emeritierung noch um ein Jahr verschoben.
Manfred Frühauf starb am 3. November 2019 im Alter von 69 Jahren. Er wurde am 6. Dezember auf dem halleschen Stadtgottesacker bestattet. Er war langjähriger Vorsitzender des Vereins für Erdkunde zu Halle und Mitglied im wissenschaftlichen Beirat des Biosphärenreservates Karstlandschaft Südharz. Für seine Verdienste erhielt er 2007 die Ehrendoktorwürde der Universität Smolensk, 2009 die Ehrendoktorwürde der Baschkirischen Staatlichen Universität und 2017 als erster ausländischer Wissenschaftler die Ehrendoktorwürde der Staatlichen Pädagogischen Universität der Region Altai. Manfred Frühauf war Autor von über 150 Fachveröffentlichungen sowie Mitherausgeber des Halleschen Jahrbuches für Geowissenschaften, der Halleschen Studien für Geographie und der Zeitschrift Hercynia.

## Veröffentlichungen (Auswahl)
- Notwendigkeit und Herausforderungen für eine angewandte Klimafolgenforschung in Sachsen-Anhalt. Erste Überlegungen und Perspektiven. Landesamt für Umweltschutz Sachsen-Anhalt, Halle 2007.
- Halle und sein Umland. Geographischer Exkursionsführer. mit Klaus Friedrich, Mitteldeutscher Verlag, Halle 2002, ISBN 978-3-89812-167-5.
- Geowissenschaftliche Umweltforschung im mitteldeutschen Raum. Sammelband der 3. Tagung zur Geographischen Umweltforschung in Mitteldeutschland im Rahmen der Universitätspartnerschaft Halle-Jena-Leipzig an der Martin-Luther-Universität Halle-Wittenberg. als Herausgeber, UZU, Halle 1998, ISBN 978-3-86010-540-5.
- Landschaftliche Besonderheiten und Umweltprobleme im Mansfelder Land. Duncker und Humblot, Berlin 1995, ISBN 978-3-428-08583-5.
- Der Ost-Harz. Geographie und Geschichte einer mitteldeutschen Landschaft. als Mitautor, Geografische Gesellschaft zu Lübeck, Lübeck 1993.
- Meyers Naturführer: Harz. als Mitautor, Meyers Lexikonverlag, Mannheim / Leipzig / Wien / Zürich 1992, ISBN 978-3-411-07201-9.
- Probleme der Bewertung von Bodennutzung und Bodenschutz in Stadtregionen. als Mitautor, Institut für Geographie und Geoökologie, Berlin 1990.
- Der Harz und sein Vorland. als Mitautor, Institut für Geographie und Geoökologie, Leipzig 1989.
- Beiträge zur Lithologie, Genese, räumlichen Verbreitung und standortskundlichen Bedeutung der schluffreichen Sedimentglieder der periglazialen Lockermaterialdecken in den Mittelgebirgen. (Habilitationsschrift), Halle 1986.
- Landschaftsökologische Studien an Boden und Substrat im östlichen Harzvorland und Unterharz. (Dissertationsschrift), Halle 1981.